# Strada maestra M-8 (Montenegro)
La strada maestra M-8 (in montenegrino Magistralni put M-8) è una delle strade maestre del Montenegro.

## Storia
Fu aperta nel 2010 come strada regionale R-11. Sei anni dopo, è stata riclassificata ed ha assunto la denominazione attuale.